# شبكة داخلية

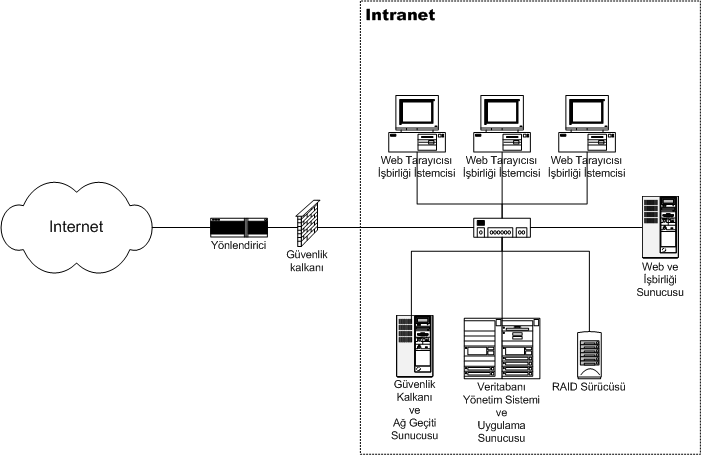

إنترانت هي شبكة إنترنت عادية تستخدم ذات التقنية عاليه لها سرعات مختلفه وكلما بعدت المسافة عن مصدرها قلت سرعه الانتر نت المستعملة في الإنترنت، لكنها مصغرة بحيث تسمح للأعضاء المسجلين بمنظمة أو مؤسسة أو أي كيان تنظيمي أخر الذي يستخدم نفس البروتوكولات مثل الإنترنت (TCP، IP، HTTP، SMTP، IMAP، الخ ...). ومن بين مزاياها المتعددة سرعة تبادل البيانات مما أدى إلى انخفاض تكاليف إدارة وإمكانية الوصول إلى المحتوى والخدمات و ارتفاع مستوى الحماية الذي لايمكن مقارنته بمستوى الحماية الموجود على شبكة الإنترنت العادية. الإنترانت في الواقع هو نسخة مصغرة من الإنترنت تعمل داخل المؤسسة. أنت ومن معك من العاملين بها هم الوحيدين القادرون على الوصول إليه ولا يحتوي الإنترانت من المعلومات إلا تلك التي توافق أنت عليها. كما يسمح الإنترانت للمؤسسة أن تكون على اتصال بالإنترنت بدون أن تتأثر بالمشاكل التي يسببها المستخدمون من الخارج بسبب الوصول إلى المعلومات الخاصة داخل شبكة كمبيوتر المؤسسة. كما إن من أهم مساوئ التي تترتب بسبب اتصال المؤسسات بشبكة الإنترنت العالمية واستخدامهم لها هو إمكانية استخدام الإنترنت في أعمال وتطبيقات غير مفيدة للشركة أو المؤسسة بواسطة موظفيها.
لهذه الأسباب وغيرها فإن العديد من المؤسسات قد ابتعدت عن استخدام شبكة الإنترنت العالمية الواسعة واقتصرت على إنشاء الإنترانت.
فالإنترانت الخاص بمؤسسة ما عبارة عن إنترنت داخلي فُصِّل ليكون ملائماً لهذه المؤسسة ولكنه غير متصل بالعالم الخارجي إلا في نطاق محدد وذلك لإمكانية القيام بتحديد درجة اتصاله بالعالم الخارجي. كما يمكن للإنترانت أن يصل للإنترنت بدون أن يكون العكس أي من الإنترنت إلى الإنترانت
من هذا يتبين لنا المزايا العديدة للإنترانت. أن الفرق بين الإنترانت و الإنترنت يمكن تلخيصها فيما يلي:
الإنترنت غير مملوك لأحد.
أي شخص يمكنه الوصول إليه.
يمكن الوصول إليه من أي مكان أو موقع.
يحتوي على العديد من المواقع أو الصفحات المتضمنة معلومات غير لائقة أو سخيفة.
الإنترانت هو ملك المؤسسة التي تستضيفه.
لا يمكن لأي شخص الوصول إليه إلا الذين سمح لهم بذلك.
يعمل فقط في موقع واحد.
يحتوي على المواضيع والمعلومات التي أنت توافق عليها.
أوجه الشبه بين الإنترانت والإنترنت فهي :كل من النظامين يستخدمان صفحات كتبت بلغة HTML.
يستعمل كل منها برنامج التصفح لمشاهدة الصفحات.
كل منهما يستعمل نفس المعايير أو البروتوكولات في أسلوب استقبال وإرسال المعلومات وحركتها عموما عبر خطوط أو وسائل الاتصال بين أجهزة الكمبيوتر.
من هذا يمكننا معرفة الفوائد العديدة التي يجنيها وجود شبكة إنترانت في أي مؤسسة كبيرة وخاصة التعليمية منها كالمدارس والجامعات حيث يمكن لشبكة الإنترانت أن توصل المعلومات بشكل أسرع بين الأفراد وتسهل عملية المشاركة في المعلومات بين مستخدمي هذه الشبكة مع التحكم في نوعية المعلومات.